# Cerococcus steppicus
Cerococcus steppicus är en insektsart som beskrevs av Alfred Serge Balachowsky 1941. Cerococcus steppicus ingår i släktet Cerococcus och familjen Cerococcidae.
Artens utbredningsområde är Algeriet. Inga underarter finns listade i Catalogue of Life.